# Wereldkampioenschappen schermen 1947
De 3de wereldkampioenschappen schermen werden gehouden in Lissabon, Portugal in 1947. De organisatie lag in de handen van de FIE. Vanwege de Tweede Wereldoorlog werden er tussen 1938 en 1946 geen kampioenschappen georganiseerd.

## Medailles

### Mannen
| Onderdeel   | Goud                                                                                          | Goud      | Zilver                                                                                          | Zilver | Brons                                                                                                | Brons  |
| ----------- | --------------------------------------------------------------------------------------------- | --------- | ----------------------------------------------------------------------------------------------- | ------ | --- | ------ |
| Degen       |                                                                                               |           |                                                                                                 |        | |        |
| individueel | Édouard Artigas                                                                               | Frankrijk | Bengt Ljungqvist                                                                                | Zweden | Raoul Henkart                                                                                        | België |
| Ploegen     | Édouard Artigas Jéhan de Buhan Marcel Desprets Henri Guérin Henri Lepage Michel Pécheux       | Frankrijk | Per Carleson Sven Fahlman Carl Forssell Bengt Ljungquist Sven Thofelt                           | Zweden | Stefano Allocchio Gino Cantone Ercole Domeniconi Dario Mangiarotti Edoardo Mangiarotti Saverio Ragno | Italië |
| Floret      |                                                                                               |           |                                                                                                 |        | |        |
| individueel | Christian d'Oriola                                                                            | Frankrijk | Manlio Di Rosa                                                                                  | Italië | Edoardo Mangiarotti                                                                                  | Italië |
| Ploegen     | André Bonin René Bougnol Jéhan de Buhan Christian d'Oriola Adrien Rommel                      | Frankrijk | Giancarlo Bergamini Manlio Di Rosa Giuliano Nostini Renzo Nostini Giorgio Pellini Saverio Ragno | Italië | Robert Michiels Paul Valcke André Van De Werve Édouard Yves                                          | België |
| Sabel       |                                                                                               |           |                                                                                                 |        | |        |
| individueel | Mario Aldo Montano                                                                            | Italië    | Georges de Bourguignon                                                                          | België | Gastone Daré                                                                                         | Italië |
| Ploegen     | Gastone Darè Umberto De Martino Carlo Filogamo Mario Aldo Montano Vincenzo Pinton Mauro Racca | Italië    | Robert Bayot Georges de Bourguignon Ferdinand Jassogne Édouard Yves                             | België | Salah Dessouki Mohamed Abdel Rahman Mahmoud Younes Mohamed Zulficar                                  | Egypte |

### Vrouwen
| Onderdeel   | Goud                                                | Goud       | Zilver                                                                         | Zilver    | Brons                                                                   | Brons     |
| ----------- | --------------------------------------------------- | ---------- | ------------------------------------------------------------------------------ | --------- | ----------------------------------------------------------------------- | --------- |
| Floret      |                                                     |            |                                                                                |           |                                                                         |           |
| individueel | Ellen Müller-Preis                                  | Oostenrijk | Silvia Strukel                                                                 | Italië    | Louisette Malherbaud                                                    | Frankrijk |
| Ploegen     | Karen Lachmann Kate Mahaut Grete Olsen Ulla Barding | Denemarken | Jacqueline Baudot Renée Garilhe Françoise Gouny Alice Karren Lylian Malherbaud | Frankrijk | Cleo Balbo Velleda Cesari Elena Libera Alberta Lorenzoni Silvia Strukel | Italië    |

## Medaillespiegel
| Plaats | Land       | Goud | Zilver | Brons | Totaal |
| 1      | Frankrijk  | 4    | 1      | 1     | 6      |
| 2      | Italië     | 2    | 3      | 4     | 9      |
| 3      | Denemarken | 1    | 0      | 0     | 1      |
| 3      | Oostenrijk | 1    | 0      | 0     | 1      |
| 5      | België     | 0    | 2      | 2     | 4      |
| 6      | Zweden     | 0    | 2      | 0     | 2      |
| 7      | Egypte     | 0    | 0      | 1     | 1      |
| Totaal | Totaal     | 8    | 8      | 8     | 24     |

1937 · 1938 · 1947 · 1948 · 1949 · 1950 · 1951 · 1952 · 1953 · 1954 · 1955 · 1956 · 1957 · 1958 · 1959 · 1961 · 1962 · 1963 · 1965 · 1966 · 1967 · 1969 · 1970 · 1971 · 1973 · 1974 · 1975 · 1977 · 1978 · 1979 · 1981 · 1982 · 1983 · 1985 · 1986 · 1987 · 1988 · 1989 · 1990 · 1991 · 1992 · 1993 · 1994 · 1995 · 1997 · 1998 · 1999 · 2000 · 2001 · 2002 · 2003 · 2004 · 2005 · 2006 · 2007 · 2008 · 2009 · 2010 · 2011 · 2012 · 2013 · 2014 · 2015 · 2016 · 2017 · 2018 · 2019 · 2022 · 2023